# Alois Jeřábek
Alois Jeřábek (16. ledna 1927 Brno – 5. prosince 1953 Věznice Pankrác) byl český voják odsouzený v politickém procesu komunistickým režimem k trestu smrti a v roce 1953 popraven.

## Životopis
Narodil se v roce 1927 v Brně. Jeho otec byl zvěrolékař.
V říjnu 1949 nastoupil základní vojenskou službu s působištěm ve Dvorech u Karlových Varů. Později absolvoval poddůstojnickou školu pěší a stal se zdravotníkem. Po konci svého působení ve vojenské službě v říjnu 1951 začal pracovat v ocelárnách v Chomutově. Poté se stal vojákem z povolání. Nastoupil u vojenského útvaru ve Volarech a brzy podal přihlášku ke studiu na vojenské akademii. Studium mu ale umožněno nebylo, neboť jeho teta se odstěhovala do Spojených států amerických. Vzhledem k profesi svého otce neměl Jeřábek navíc dělnický původ. Bratr pak sloužil od roku 1951 u PTP. V roce 1952 tak začal zvažovat odchod ze země. Téhož roku tak narukoval k československé Pohraniční stráži.

### Pokus o útěk ze země
V lednu 1953 (podle některých zdrojů již v lednu 1952) se tak pokusil o útěk z Československa. Státní hranici se mu podařilo překročit, když odzbrojil příslušníka pohraniční stráže, aniž by jej zranil. Ten o celém incidentu informoval nadřízené, přičemž Jeřábek byl tou dobou již za hranicemi. Tři příslušníci pohraniční stráže ale Jeřábka pronásledovali v rozporu se zákonem i přes státní hranici, s čímž Jeřábek v žádném případě nepočítal, neboť po překročení hranice přestal utíkat. Téměř dva kilometry hluboko na území Rakouska jej pohraničníci dostihli. Jeřábek i přes dva zásahy do nohou pokračoval ze všech sil v útěku, ale posléze byl zasažen třetí ranou do plic. V ten moment se pokusil spáchat sebevraždu, ovšem zbraň, kterou k tomu použil, kvůli technické závadě nevystřelila. Jeřábek žádal o okamžité zastřelení, ale třemi muži byl odvlečen zpět do vlasti. V exemplárním politickém procesu byl poté v červenci 1953 za trestný čin velezrady odsouzen k trestu smrti. Zajímavostí je, že o rozsudku rozhodovalo ještě před zahájením soudu přímo politbyro ÚV KSČ, přičemž jeho rozhodování se zúčastnil i tehdejší prezident Antonín Zápotocký. Popraven byl v prosinci 1953.

## Rehabilitace
Rehabilitován byl po sametové revoluci v červenci 1991.

## Připomínky
- Jeho jméno je uvedeno na pamětní desce popraveným příslušníkům Sboru národní bezpečnosti umístěné na fasádě v podloubí před vstupem do budovy Policejního prezidia České republiky na adrese Strojnická 935/27, 170 89 Praha 7 – Holešovice.[13][14]
- Jeho jméno je rovněž uvedeno na Pomníku Miladě Horákové a Obětem komunismu v Praze 4 - Nuslích na Náměstí Hrdinů, u stanice metra Pražského povstání, před Vrchním soudem v Praze a Vrchním státním zastupitelstvím v Praze.[15]
- Jeho jméno je uvedeno na desce v řadě 34 na Čestném pohřebišti popravených a umučených z 50. let (III. odboj) na Ďáblickém hřbitově.[16]

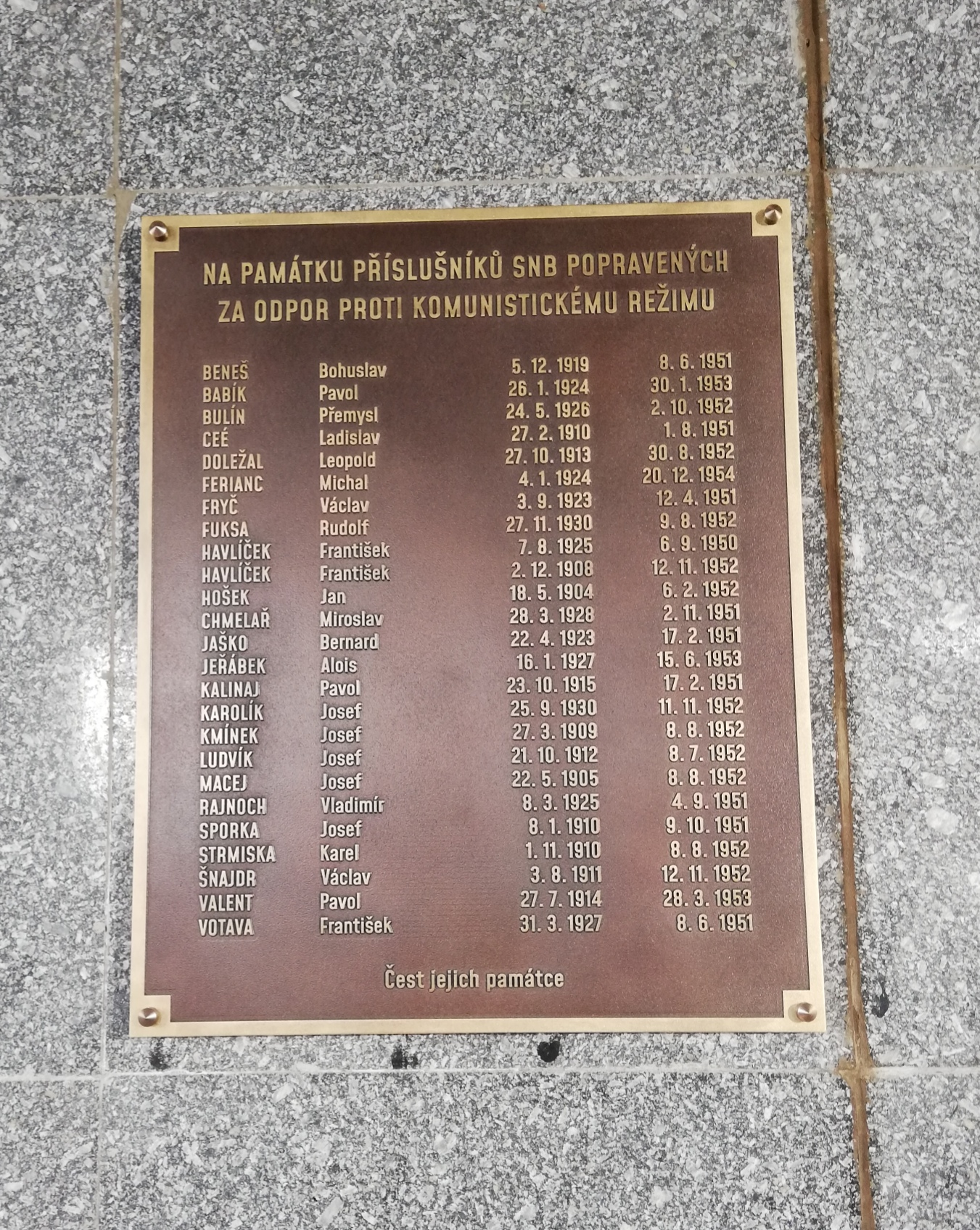
Pamětní deska popraveným příslušníkům Sboru národní bezpečnosti se jménem Aloise Jeřábka v pražských Holešovicích
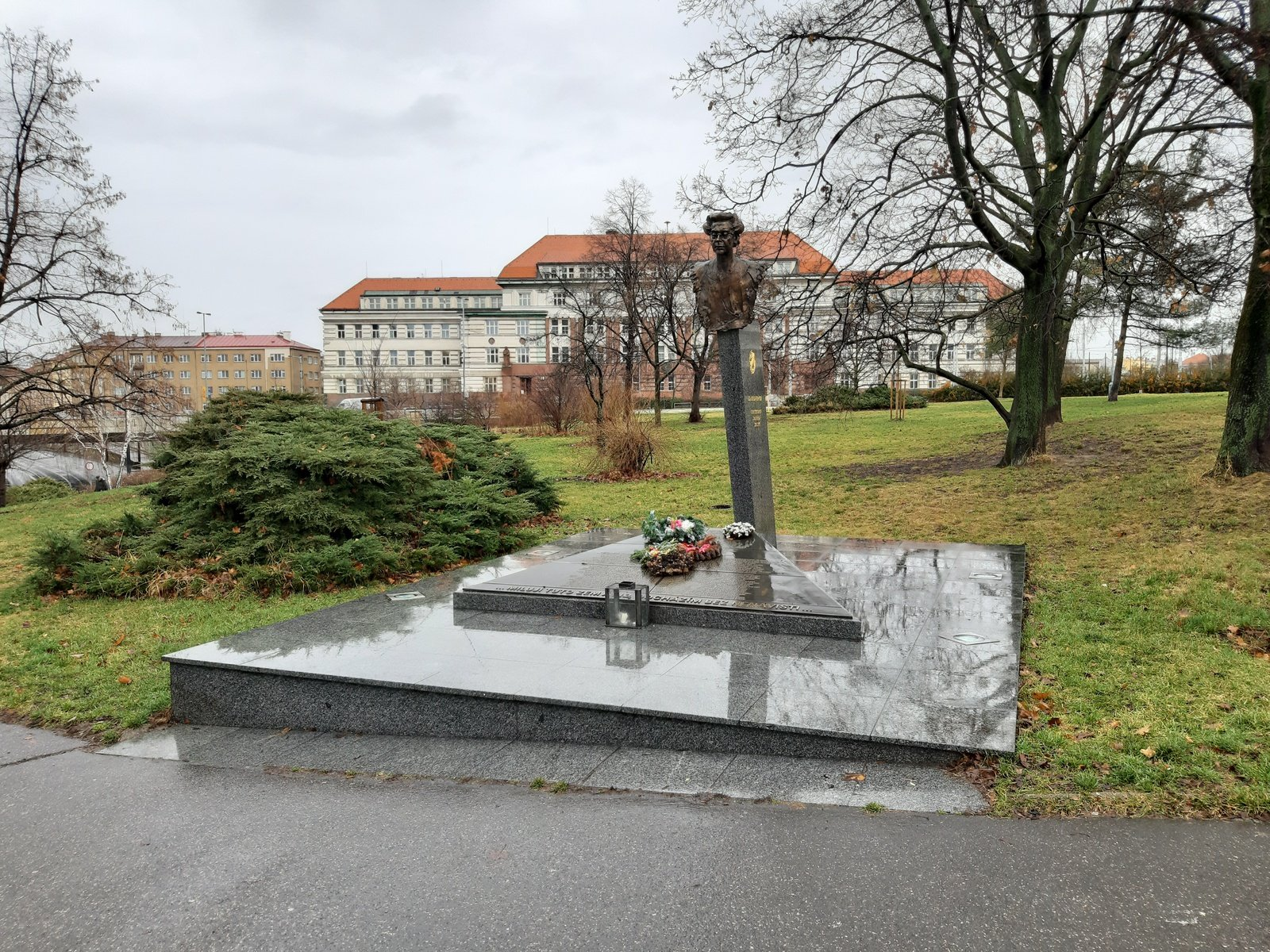
Pomník na náměstí Hrdinů v Praze 4 - Nuslích
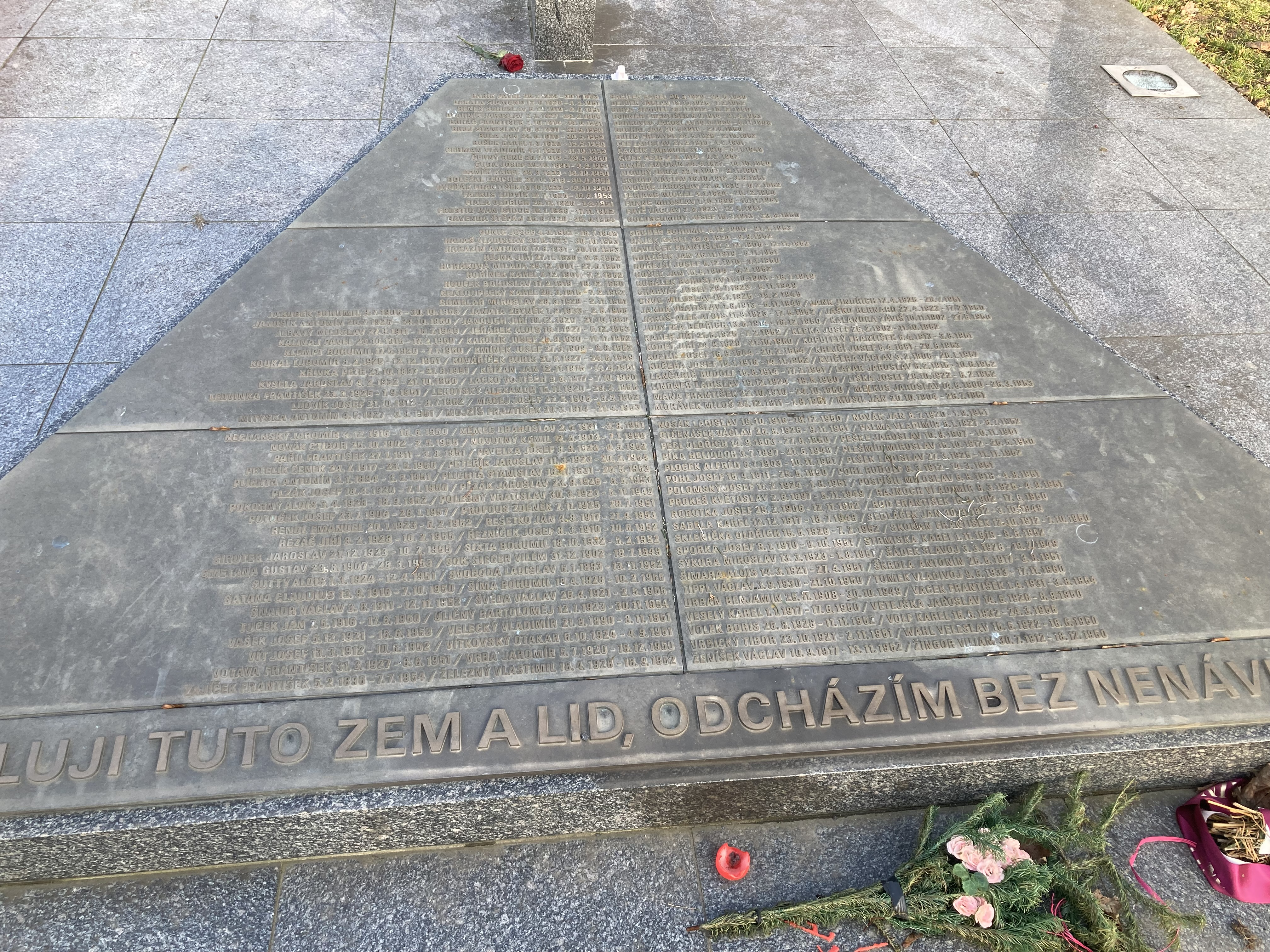
Seznam obětí komunismu se jménem Aloise Jeřábka na pomníku na náměstí Hrdinů v Praze 4 - Nuslích
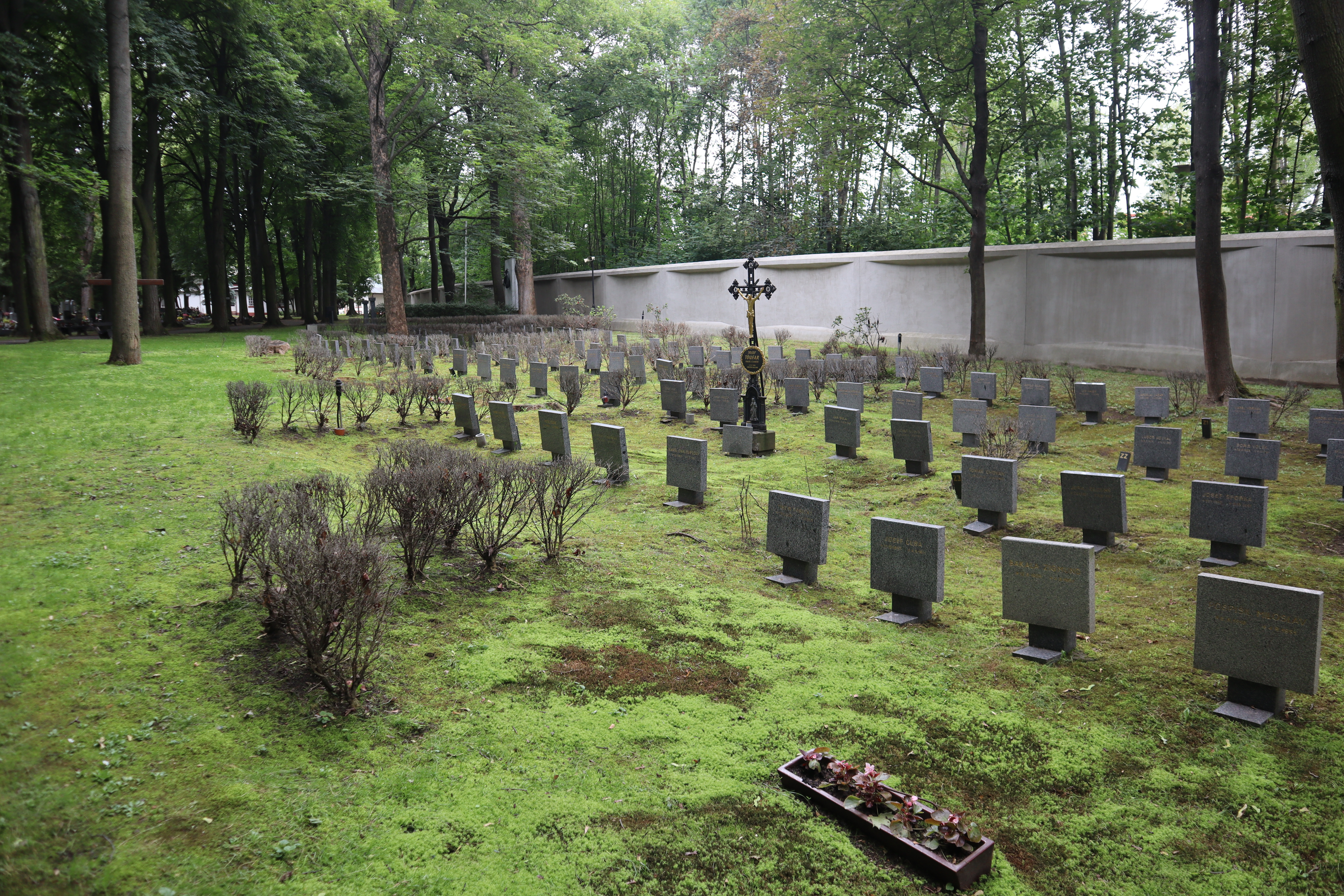
Čestné pohřebiště popravených a umučených z 50. let (III. odboj) na Ďáblickém hřbitově
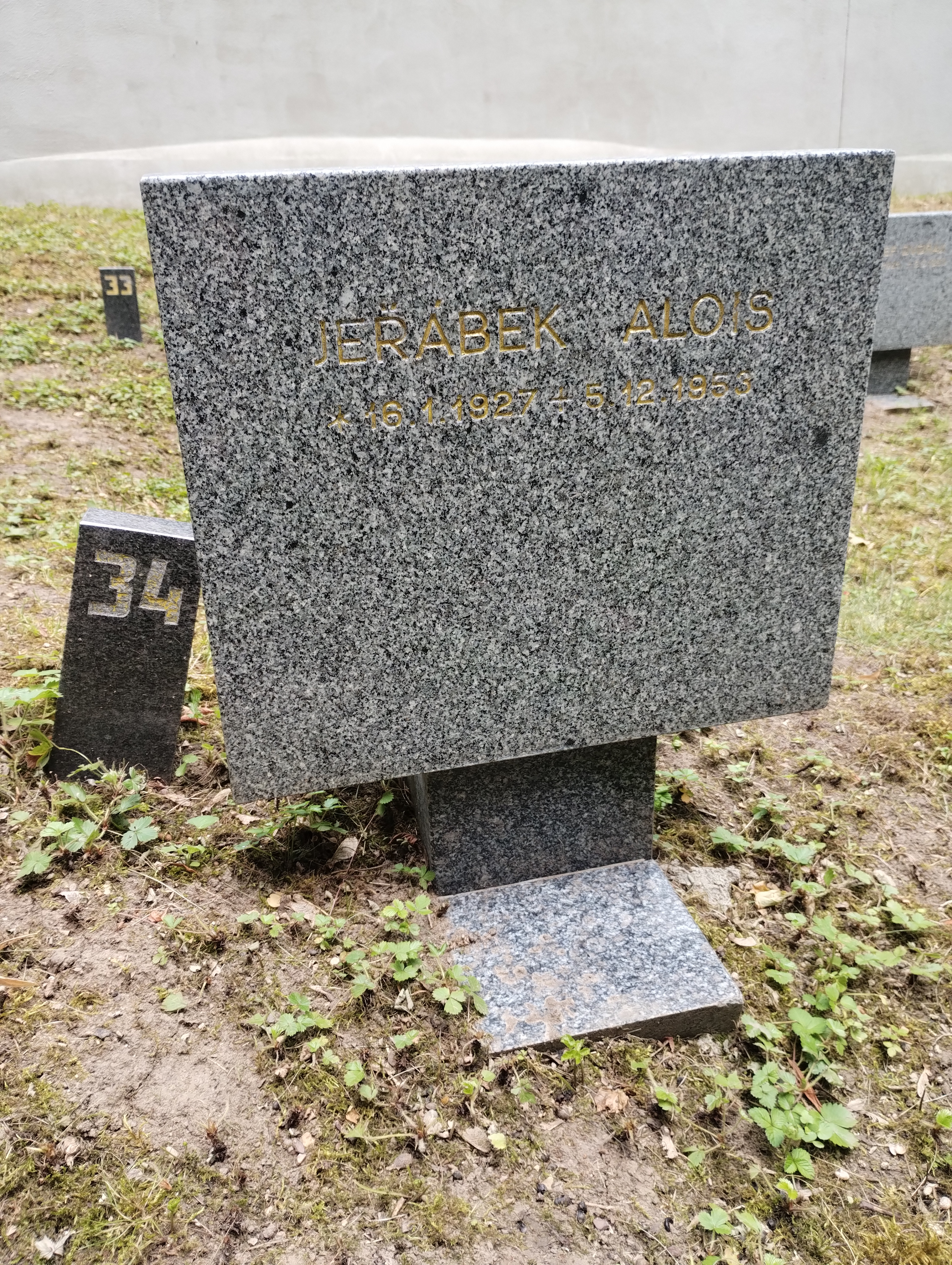
Symbolický náhrobek A. Jeřábka na Čestném pohřebišti v Ďáblicích